# Тейлор, Мартин
Майкл Тейлор (англ. Martin Taylor; 9 декабря 1966, Тамуэрт, Англия) — английский футболист, играющий на позиции вратаря. 

## Карьера
Мартин родился в Тамуэрте и является воспитанником клуба «Майл Оук Риверс». В 1986 году Тейлор перешел в «Дерби Каунти», и в том же году стал игроком первой команды. Тейлор стал выступать за эту команду в течение одиннадцати лет, побывав за это время в четырех клубах, таких как: «Карлайл Юнайтед», «Сканторп Юнайтед», «Кру Александра» и «Уиком Уондерерс», в который и перешел на постоянной основе в 1997 году. За следующие шесть лет, Мартин сыграл 234 матча за клуб в чемпионате, и в 2003 году покинул команду.